# Cronman
Cronman var en adelsätt från svenska Livland, adlad 1640, som tidigare hette Detterman. Johan Cronman upphöjdes 1727 till svensk friherre. Den friherrliga ätten utslocknade med honom 1737, och den adliga ätten förlorade säte och stämma på svenska riddarhuset i samband med att Livland togs av Ryssland 1721.

## Släkttavla
1. Hans Detterman var borgare i Riga, och han erhöll genom drottning Christinas brev 1638 Elkendorf i Rigiska kretsen. Han hade gjort riket högst ansenliga tjänster och blev därför adlad 1640 med namnet Cronman till Elkendorf till vilket lades Fossenberg i Pemigels socken 1641. Året efter 1642, köpte han Allatzkiwwi och Kockora i Kodafers socken, som han köpte av Adler Salvius. Hans Cronman var gift med Ursula Kordes, dotter till Joakim Kordes och Ursula Gantschau.
  1. Vilhelm. Student vid Dorpats universitet och Uppsala universitet, överstetöjtnant. Stupade ogift 1656.
  2. Johan. Student vid Dorpats universitet och Uppsala universitet, ryttmästare. Stupade ogift.
  3. Anna Catharina, gift med översten Frans von Knorring (av släkten von Knorring), arvherre till Jöggis och Kaltenbrun samt pantherre till Markonova och Kronenberg.
  4. Joakim (död 1703), överste,  gift 1657 i Göteborg med Lunetta Makeléer, dotter till Hans Macklier adlad Hans Makeléer. Paret fick 13 barn, 7 döttrar och 6 söner: sonen Johan Cronman (1662-1737), upphöjdes till friherre Cronman, Se friherrliga ätten Cronman nedan.

## Friherrliga ätten Cronman
Johan Cronman, född den 2 november 1662, död 25 juli 1737, var landshövding i Malmöhus län 1727-1737, son till Joakim Cronman och Lunetta Makeléer (se ovan).
Johan Cronman blev 1709 tillfångatagen i slaget vid Poltava. Efter sin hemkomst utnämndes Cronman till generallöjtnant, och upphöjdes 1727 till friherrligt stånd. Samma år tillträdde han posten som landshövding i Malmöhus län och överkommendant i Skåne. 
I sitt friherrliga vapen lade friherre Cronman till ätten Makeléers vapen i det fjärde fältet med modifierad tinktur, Makeléers röda sparre blev stället blå.
Johan Cronman avled på kvällen 25 juli 1737 och begravdes den 6 augusti i Tyska kyrkan i Malmö. Den 15 juni 1738 donerade Cronmans dödsbo 200 daler silvermynt till kyrkans underhåll under förutsättning att hans grav vårdades. Vid rivningen av denna kyrka 1879 tillvaratogs enligt donationens bestämmelser hans gravsten och inmurades i den nya Caroli kyrkas ytterfasad. Hans epitafium överflyttades dock till S:t Petri kyrka där det numera hänger i vapenhuset.